# Saturation (chimie organique)
Pour les articles homonymes, voir Saturation (chimie) et Saturation.
Un composé organique est saturé quand le nombre d'atomes de carbone de ses molécules est égal à celui que l'on peut déduire de la valence maximale de chacun des autres atomes, c'est-à-dire qu'il n'y a pas de liaisons doubles ou triples, ni de cycles.
Les alcanes acycliques sont saturés, alors que les alcènes, les alcynes et les composés cycliques sont insaturés. Les termes saturé, monoinsaturé et polyinsaturé sont appliqués fréquemment aux acides gras, suivant que leurs molécules ne contiennent aucune, contiennent une ou contiennent plusieurs liaisons doubles.